# Нижняя Ельшанка
Ни́жняя Ельша́нка, или просто Ельша́нка — историческое название микрорайона на берегу Волги в северо-восточной части Советского района Волгограда. Находясь у транзитной железнодорожной развязки, Ельшанка в XIX веке сыграла ключевую роль в превращении Царицына в торгово-промышленный центр, а в XX была ареной сражений во время Гражданской и Великой отечественной войн. О различных событиях на территории Ельшанки писали Александр Куприн и Алексей Толстой. Район удобно связан с центром города, отличается благоприятной экологией, но практически не имеет собственных заведений культуры и досуга.
В конце XX — начале XXI века имя «Нижняя Ельшанка» в обиходе постепенно вымещается названием Тулака́ (разговорное сокращение улицы Тулака).

## Происхождение названия
Район получил имя от малой реки Ельшанки (Ольшанки) протяжённостью 5,2 км, названной так, очевидно, из-за зарослей ольхи вдоль берегов. Топоним встречается в Волгоградской области ещё с десяток раз, в том числе в нынешней черте Волгограда. В пяти километрах выше по руслу реки, недалеко от её истока находится и Верхняя Ельшанка — бывшая деревня, а теперь часть города.
Река Ельшанка в XX веке была скрыта в ливневые коллекторы, жители привыкли называть её русло Ельшанским оврагом, который, впрочем, тоже частично засыпан. В начале 2000-х речной тоннель обследовали нижегородские диггеры.

## Расположение
Район находится на высоком берегу при впадении Ельшанки в Волгу и имеет с трёх сторон естественные границы: на востоке Волга, на севере Ельшанский овраг, на западе насыпь Приволжской железной дороги. С южной стороны Ельшанка была ограничена территорией Деревообрабатывающего завода имени Куйбышева. В 2006 году он признан банкротом,, его площадь теперь частично занята оптовым строительным рынком, частично жилыми коттеджами. К заводу с северной стороны примыкает железнодорожная станция «Ельшанка», удалённая от собственно микрорайона на полтора километра.

## История

### Пригородный хутор
В 1750-е годы императрица Елизавета начала колонизацию земель по берегам Волги к югу от Царицына. Первыми селениями стали Отрада, Бекетовка и ближайший к городу (около 3-х км от крепости Царицын) хутор Климкин, будущая Нижняя Ельшанка. «Первым поселенцем был какой-то Клим, почему и хутор долго именовался Климкин», — писал краевед Александр Минх.
В первой половине XIX века на казённые земли Ельшанки стали переселять из Царицына отставных нижних чинов. Они прозвали хутор Новониколаевским и Ново-Никольским, в честь тогдашнего императора Николая Первого.
В 1860 году, согласно Центральному статистическому комитету Российской империи, в Ново-Никольском, между Волгой и линией Астраханского тракта «Царицын — Черный Яр» стояли 32 двора, в которых жили 195 человек — 94 мужчины и 101 женщина.

### Появление железных дорог и заводов
Волго-Донская железная дорога из Царицына в Калач-на-Дону, одна из первых в России, прошла через Ельшанку в 1862 году. Её колею и сейчас можно увидеть в северной части Ельшанского оврага: она тянется от Волги со стороны Консервного завода, проходит по оврагу под двумя мостами, и вскоре соединяется с магистральной дорогой Москва — Астрахань, которой в 1862 году не существовало. Далее Волго-Донской путь продолжался в сторону станций «Садовая» и «Крутая» («Максима Горького»).
Крупный купец из Ростова-на-Дону, «лесной король» Петр Максимов в 1870 году построил на южной окраине Ельшанки лесопильный завод, получавший сырьё с берегов Камы и её притоков Вятка и Чусовая, а также из района реки Большая Кокшага на средней Волге.
В 1882 году хутор Ново-Никольский насчитывал 59 дворов, 301 жителя из числа государственных крестьян и 360 безземельных «бобылей». Кроме того, 132 рабочих числились на территории частной усадьбы Максимова. Таким образом, население Ельшанки выросло до 793 человек.
Максимов одним из первых стал использовать вместо сплава леса перевозки на белянах и баржах, создав собственную флотилию. Рядом с его ельшанскими лесопилками в 1892 году другой ростовский купец Дмитрий Пастухов открыл небольшую судоверфь, занявшую один гектар земли и использовавшую труд 29 рабочих.
Ельшанка в этот период составляла единое Ново-Никольское общество с менее крупным хутором Купоросный, расположенным южнее, и входила в состав Отрадинской волости.
В 1895 году, когда Царицынское уездное собрание определяло ставки акцизов за право открытия трактиров в окрестных селениях, только Ново-Никольский, Купоросный и Сарепта удостоились наивысшего перворазрядного акциза.
Запущенная в 1897 году Царицынско-Тихорецкая железная дорога, вторая в Царицыне, прошла из центра города на юг вдоль Ново-Никольского. Станция «Ельшанка», следующая после вокзала, была построена в полутора километрах от хутора не столько для жителей, сколько к выгоде лесопилок — между речной пристанью, где выгружали бревна, и станцией, принимавшей готовую продукцию, стоял завод Максимова. Акционеры Владикавказской железной дороги, которой принадлежала тихорецкая ветка, сначала полагали сделать «Ельшанку» конечной станцией, не доведя дорогу до Царицына. Местные власти сумели отстоять в правительстве более длинный маршрут
Основатель завода Максимова умер в 1895 году, оставив дело младшему брату Владимиру.
Количество дворов в Ново-Никольском к 1898 году выросло до 179, постройки были крыты преимущественно железом и тесом. Граница Царицына проходила по Ельшанскому оврагу, но ельшанцы по сути превратились в горожан — кроме лесопилок и судоверфи, в Ново-Никольском работали кирпичный завод, артель рыбаков, ветряная мельница, хлебный магазин, 5 мелочных лавок, трактир, постоялый двор. Многие жители служили извозчиками в Царицыне, и лишь небольшая часть продолжала заниматься сельским хозяйством, выращивая бахчевые культуры и разводя скот.
Александр Минх пишет:

«Коммерческие предприятия и торговая деятельность Ново-Никольского с каждым годом развиваются, что объясняется близостью города Царицына и железных дорог, по которым отправляются на Дон и в другие места довольно значительные партии лесных товаров и продуктов их переработки».
Население Ельшанки к концу XIX века на 100 % составляли великороссы, 34 из них были старообрядцами-беспоповцами остальные православными.

### Пожар 1901 года
Ельшанка, завод Максимова и хутор Купоросный выгорели дотла в июне-июле 1901 года. Пожар продолжался дольше недели, о нём писали в столичных изданиях, а газета «Одесские новости» срочно отправила готовить репортаж с места событий уже известного к тому времени писателя Куприна.
Из статьи Куприна «Царицынское пожарище»: 

«Занялось сначала на берегу, а потом огонь перебросился на беляну, груженную лесом. Дерево сухое, вспыхнуло, как бумага — можете себе представить, какой костер получился! Через несколько минут перегорели канаты, и беляну понесло течением вниз. У берега стояли другие беляны и баржи, тоже с лесом, купцов Максимова, Захарова и прочих. Владельцы приказали у своих судов рубить канаты: рассчитывали, что снесет их вниз раньше, чем подойдет горящая беляна. Так оно бы и вышло, да случилась беда. Ветер в эту ночь был не вдоль реки, а поперек и прибил все суда к Ельшанской мели. Суда загорелись почти одновременно. В городе стало светло, точно днем. Беляны, по мере того как горели, становились легче, подымались из воды все выше, и одна за другой, благодаря течению, перевалили через мель и пошли о берег толкаться… Весь берег запылал. Все лесные пристани, склады, лесопилки. Село Ельшанское загорелось, за ним Купоросное. В Ельшанском только церковь и сохранилась, а в Купоросном школа».— Куприн Александр Иванович. Собрание сочинений в 9 томах. — Москва: Художественная литература, 1971. — Т. 3. — С. 133—136.
Бедствие началось 26 июня, а 1-го июля московская газета «Новости дня» сообщала: «Пожар в Царицыне не прекращается. Сгорело 28 белян, 12 барж с углем, лесом и смолою, все лесопилки, село в 500 дворов, деревня, частные дома на протяжении версты, Убытка до 6 миллионов. Большая часть сгоревшего не застрахована».
2 июля газета писала: «Продолжают ходить слухи о поджигателях. Одного подозрительного субъекта захватили во время пожара, и толпа хотела было учинить над ним самосуд, но жандармы спасли его от расправы. В руках у него будто бы были найдены легко воспламеняющиеся предметы, какая-то жидкость и пакля».
После пожара, не желая повторения подобных случаев, власти Царицына заказали на Сормовской верфи спасательный катер «Гаситель». С 1977 года он служит памятником в центре Волгограда.

### Бизнес Максимова, забастовки 1910-х и национализация
Заводчик Максимов, оправившись от убытков, продолжил развивать свои лесопилки. Согласно статистике навигации 1910 года, ельшанские пристани приняли леса на сумму 1,8 млн рублей, в то время как Бекетовка — на 2,8 млн, а сам Царицын — на 2,5 млн.
Среди 40 лесозаводов Царицына, указанных в городском справочнике 1911 года, максимовское производство было самым крупным. При штате в 394 человека оборот 1910 года составил 1,4 млн рублей. Завод братьев Голдобиных в Бекетовке, второй по величине, имел 142 рабочих и 160 тыс. рублей оборота.
В 1913 году Максимов открыл на заводе электростанцию, об этом событии напоминает название одной из местных улиц — Электролесовская.
Владимир Максимов был жёстким и прижимистым в отношении собственных рабочих. В августе 1914 года на Лесопильном заводе прошла недельная стачка всех 400 рабочих с требованием увеличить дневную зарплату с 1 руб 25 коп до полутора рублей. В ответ администрация снизила зарплату до 1 руб 15 коп. А в Сарепте на лесопильном заводе Бауэра рабочие, уже получавшие полтора рубля, через месяц забастовали с требованием поднять ставку до 1 руб 85 коп — и добились своего.
На следующий год у Максимова бастовали 98 женщин, и снова безрезультатно. Работницы по погрузке и укладке леса в вагоны (!) желали увеличить оплату за каждый погруженный пуд на 1 копейку, а за укладку каждых 1000 вершков — на 13. Стачка началась 14 апреля, а к работе женщины вынуждены были вернуться в показательную дату 1 мая.
Мужчинам через некоторое время после стачки 1914 года владелец, очевидно, все же поднял плату до полутора рублей. В июне 1915 года работу остановил уже 451 рабочий — на этот раз пролетарии требовали 2 рубля в день, чтобы компенсировать гиперинфляцию, начавшуюся с Первой мировой войной. После месяца простоя стороны достигли компромисса: поденным рабочим дали 1 руб 75 коп, постоянным — 1 руб 65 коп.
Ещё трижды до конца года бастовали разные категории работников, но Максимов больше не уступал. Ничем завершилась и пятидневная стачка 565 рабочих в мае 1916-го. (Судя по увеличению штата в полтора раза всего за 6 лет, дело процветало). При этом на других лесоперерабатывающих заводах в окрестностях Царицына (в начале XX века их было полсотни на пространстве от Ельшанки до Сарепты) рабочие регулярно выбивали уступки.
После Октябрьского переворота завод был национализирован постановлением Царицынского совета 30 декабря 1917 года. Максимов хотел его просто закрыть, но красный председатель исполкома Яков Ерман перехватил инициативу, выдворил максимовских приказчиков, переименовал завод в «Грузолес», провёл выборы нового директора. "Рабочие единогласно избрали старого большевика Дмитрия Ивановича Дубинина. «Ничего, что малограмотный, — говорили они, — зато наш человек».

### Начало Гражданской войны. Оплот анархистов
Царицынский совет в начале 1918 года придал Ельшанке статус отдельной Ново-Никольской волости.
В апреле 1918 года Ельшанка на какое-то время превратилась в оплот украинских анархистов. Они спасались от занявшей Украину германской армии и планировали перебраться в Сибирь для борьбы с Колчаком на стороне красных. Но ВЧК открыла 12 апреля серию операций по разоружению анархистских отрядов по всей стране, с арестами и расстрелами. Большевики при этом называли «идейных анархистов» союзниками и объясняли, что борются только с уголовниками.
На станции «Ельшанка» стоял отряд «каких-то путешествующих анархистов», а на Владикавказском вокзале в километре от Ельшанского оврага — сильный отряд Петренко.
Утром 24 апреля батальон Царицынского совета под руководством Павла Синюкова обманом угнал эшелон «путешествующих», выманив анархистов на платформу «для проведения митинга». Оставшись без оружия, продовольствия и лошадей, члены отряда в тот же день разошлись.
На рассвете 29 апреля артиллерия и пехота во главе с командующим революционными войсками Царицына Иваном Тулаком начали уничтожение отряда Петренко. В перестрелке анархисты отступили в Ельшанку, с некоторыми жителями которой успели установить тёплые отношения. На стороне красных тоже были местные — отряд лесозавода под командованием Дмитрия Котикова.
Накануне в Ельшанку прибыл Нестор Махно — без значительного отряда, но с супругой Анастасией, которой до родов оставалось меньше месяца. Махно поначалу занимал нейтральную позицию между большевиками и Петренко, был свидетелем боя.
По воспоминаниям Махно, жители Ельшанки помогали анархистам сражаться, подносили боеприпасы, оповещали о манёврах красных, но в конце концов Петренко был схвачен, а его отряд разгромлен.
Ещё несколько недель часть бойцов оставалась в Ельшанке, пытаясь вызволить Петренко на волю. «Анархисты эти вооружены и раздают винтовки всем, кто желает свергнуть Советскую власть», — стращал 9 мая депутатов уездного съезда председатель Царицынского Совета Сергей Минин. В 2011 году данные события были отражены рок-группой «Монгол Шуудан» в композиции «Межличностный конфликт».

### Запись в Красную армию и восстание «Грузолеса»
Начиная с весны 1918 года, лесозавод периодически создавал роты добровольцев для защиты красного Царицына от Белого движения. В их составе, по воспоминаниям красногвардейского командира Ивана Толмачева, воевали и женщины — «комсомолки Акилина Шотина, Елизавета Лосева и другие».
В начале августа, когда к городу приближалась армия генерала Краснова, завод сформировал и отправил на фронт более крупное подразделение — 1-й Ново-Никольский рабочий полк численностью в 2 тыс. бойцов.
Согласно мемуарам Толмачева, создать полк сагитировал на собрании завода директор Дубинин: 

«После Дубинина люди поднимались на трибунку только для того, чтобы заявить о своем желании записаться добровольцем. Здесь же поставили столы, застелили их красным кумачом. Записывались и в одиночку, и группами, и даже целыми семьями. Проворные работницы где-то раздобыли тюки защитного материала, швейные машинки, шили новые гимнастерки и брюки. Откуда-то привезли на подводах реквизированную у частного торговца обувь. К утру штаб закончил формирование полка, и он выступил на фронт».
Иначе подана сцена ельшанского собрания в повести Алексея Толстого «Хлеб». По версии писателя, пойти на фронт отдельным полком товарищей подговорила работница Саша Трубка: 

«Слова её были просты и коротки, от волнения у неё морщился по-старушечьи рот.
— Как ни кряхти, — никто не минует этой старости. Давайте уж лучше помирать за дело, мужики… Не дадимся, чтобы нам, как гусям, казачишки головы поотвертели. Организуйте полк „Грузолеса“. Вон и грузовики с винтовками стоят. Разбирай — и завтра на фронт…

Медленно, окутанные пылью, проплыли к трибуне два грузовика с оружием. „Даешь!“ — закричали грубые голоса. В толпе началась давка, к матросу, сидевшему на куче ружей на первом грузовике, начали протискиваться добровольцы — все больше, все горячее…».
Красноармейский штаб находился в Ельшанке на месте, где сейчас стоит жилой дом по улице Туркменской, 14. Мемориальная доска на здании сообщает: «Здесь, в бывшем штабе Красной гвардии, в августе 1918 года из рабочих лесозавода „Совдеп“, ныне завод им. Куйбышева, был сформирован 1-й Новониколаевский добровольческий полк, который героически сражался с белогвардейцами под Царицыном в 1918 году». Указанное название завода «Совдеп» в других электронных источниках не встречается.
Ельшанские противостояли частям генерала Мамонтова, идущим со стороны Калача-на-Дону. Уже 3 августа рабочий полк отличился, пойдя в рукопашную на офицеров, но затем отступив под их натиском.
В том же месяце рабочие сформировали второй полк, известный как 2-й полк «Грузолеса», но он так и не вышел на фронт. Сохранилась директива военного совета Северо-Кавказского округа, подписанная 7 сентября находящимися в Царицыне Сталиным, Ворошиловым и Мининым: «Весь имеющийся резерв союза „Грузолес“ немедленно отправить на станцию Гнилоаксайскую» к югу от Царицына.. А на следующий день Сталин телеграфирует Ленину о "ликвидации организованного эсерами контрреволюционного восстания полка «Грузолес».
Документ военного совета сообщает подробности: 

«Ночью с 7-го на 8-е сентября группа предателей русского народа, во главе с подкупленным Молдавским, обманным путём вывела на улицу часть грузолесовцев против Военного совета. Группа эта, именующая себя штабом „Грузолес“, хотела свергнуть советскую власть в Царицыне и, напав на истекающий кровью фронт с тыла, помочь врагу русского народа Краснову привести в порядок расстроенные полки. В 12 часов ночи открылось восстание выстрелами из орудий грузолесовцев по городу. Военный совет, ограждая фронт и охраняя власть народа в Царицыне, принял срочные меры, мобилизовал революционные силы и к утру ликвидировал контрреволюционное выступление».— В. Алексеев. По историческим учреждениям. Памятник героической эпохи.
«Подкупленный Молдавский» — правый эсэр, бывший штабс-капитан российской армии Владимир Яковлевич Молдавский. Скорее всего, он был сыном надворного советника Якова Молдавского, служившего до революции начальником полиции Царицына, а затем земским начальником участка, включавшем половину современного Волгограда.
По делу «Грузолеса» ВЧК арестовало 2 500 человек, минимум 10 из них были расстреляны (не считая тех, кого убили на месте при подавлении восстания).
Первый полк продолжал воевать. Осенью, когда Белая армия перешла в новое наступление, ельшанцы защищались где-то между Бекетовкой и Сарептой. В воспоминаниях Толмачева есть подробный рассказ о выдержанной с большим трудом «психической атаке» — слишком напоминающий сцену из фильма «Чапаев», вышедшего на 20 лет раньше.
В повести Алексея Толстого «Хлеб» есть боевой эпизод с участием 1-го Ново-Никольского полка, его достоверность сомнительна: 

«Когда мамонтовцам уже казалось, что они ещё одним последним усилием ворвутся в город, — против них выступил сформированный на рабочих окраинах свежий Новоникольский полк. Сталин сказал им несколько слов, и они пошли без выстрела. Двигавшийся впереди них бронепоезд огневым шквалом расчищал путь. Новоникольцы дошли до окопов врага и бросились в штыки. Мамонтовская пехота, не ожидавшая удара свежих частей, дрогнула и побежала».
В сквере у троллейбусного кольца в Ельшанке находится братская могила «Рабочих завода „Электролес“, погибших при защите Красного Царицына».

### Присоединение к Сталинграду
Ново-Никольский получил 7 января 1925 года новое название — посёлок имени Минина, в честь первого председателя Царицынского совета. В том же году и Царицын был переименован в Сталинград.
Посёлок включился в начавшийся бум строительства кинотеатров, и в октябре 1926 года на территории лесозавода открылся клуб с кинозалом на 700 мест, оркестровой ямой и пятью входами. Он работал до войны, во время которой был разрушен, и с тех пор в Ельшанке никогда больше не было кинотеатра.
В городскую черту посёлок вместе с лесозаводом официально был включён 8 ноября 1926 года, сохранив скорее сельский вид — почти все дома были деревянными и одноэтажными. Вдоль Волги протянулись семь улиц (в порядке удаления от реки): Ельшанская Набережная, Ярославская, Армянская, Тулака (не сохранилась на первоначальном месте), Туркменская, Осетинская и Льва Толстого. Перпендикулярно их пересекали пять улиц (в порядке удаления от центра города): Авиаторская, Карла Маркса, Карачаровская, Аджарская и Черногорская (нынешняя Тулака).
В 1931 году в Ельшанке появился трамвай: маршрут № 4 прошёл из посёлка до Центрального рынка..
В августе 1931 года к Ельшанке были прикреплены посёлок Купоросный, Верхняя Ельшанка и Алексеевка, а в ноябре это образование получило имя «Мининский район». Таким образом, на основе Ельшанки был создан один из восьми административных районов современного Волгограда.
Московский архитектор Владимир Семенов в том же году разработал схему планировки Сталинграда с идеей его разделения на «пять социалистических городов», где территория от Ельшанки до Бекетовки составила условный «лесогород», на севере граничащий с «центрогородом».
Мининский район стал частью более крупного Ворошиловского в 1933 году. Ельшанка утеряла статус административной единицы и с тех пор не имеет даже официального названия, если не считать неиспользуемого в обиходе «микрорайон 201».
Череда переименований продолжилась на лесозаводе, который с 1943 года стал Лесопильным комбинатом имени Куйбышева.

### Участие в Сталинградской битве
Большая часть живущих в Сталинграде женщин, детей и стариков к началу Сталинградской битвы не была вывезена из города — власти предпочли эвакуировать продовольствие, скот и технику.
Война пришла в Сталинград в воскресенье 23 августа 1942 года. Ещё утром в Ельшанке ходил трамвай, а в пятом часу вечера нацисты открыли ковровую бомбардировку, превратив многие районы города в руины. Деревянная Ельшанка со складами древесины на лесозаводе была уязвимой мишенью.
Вспоминает Лариса Лукша: 

«Зажигалка» упала на наш дом, отец её сбросил, спас ещё два соседних дома, но крышу пробило. Отец работал на лесозаводе Куйбышева, там были огромные штабеля бревен. Когда загорелся лесозавод, было очень страшно, пламя бушевало. Разбомбили баржу с пшеницей. Голодно было, мы ныряли, чтобы достать сырую пшеницу, сушили её, мололи и пекли лепешки".— Сайт «Несовершеннолетние солдаты Сталинграда»
Бомбёжки продолжились в последующие дни, и к 27 августа от завода Куйбышева мало что осталось. Уцелели три кирпичных здания дореволюционной постройки.
Переправка населения через Волгу началась 3 сентября. Красная армия отступала, и 8 сентября бои шли в непосредственной близости — в Верхней Ельшанке и посёлке Купоросный.
На линии фронта Ельшанка оказалась в субботу 12 сентября. Войска 62-й армии—131-я стрелковая дивизия, 35-я гвардейская дивизия, а также включённый в состав армии 271-й стрелковый полк 10-й дивизии НКВД заняли оборону у железнодорожного полотна.
На рассвете 13 сентября позиции защитников подверглись массированной артподготовке — из пушек, миномётов и пикирующих бомбардировщиков — а в 7 утра гитлеровцы начали штурм города по всему фронту.
На следующий день они взяли Купоросный и вышли к Ельшанке ещё и со стороны завода. (По другой версии это произошло 15 сентября.) Вспоминает Раиса Каверзина: 

«Жили в железнодорожных домах станции Ельшанка. Немцы постоянно бросали листовки, чтобы сдавались. Они летали над нами. Как-то во время налёта разбомбило весь блиндаж, было много погибших, а те, кто выжил, остались под открытым небом. А ночью солдаты пришли отрывать живых людей, лежавших под глыбами камней. Люди были живые, а спасти невозможно, потому что не было техники, а руками ничего не сделаешь. Люди, в основном женщины и дети, были погребены заживо».— Сайт «Память и боль людская»
Продолжающиеся бомбардировки и пожары вывели из строя средства связи 271-го полка, и начальник оперативного управления 10-й дивизии Михаил Хитров лично перемещался между подразделениями, передавая информацию, за что впоследствии получил Орден Красной Звезды. К 18 сентября в полку осталось в живых 65 человек. В субботу 19 сентября советские войска оставили микрорайон после упорных уличных боев.
Вспоминает Лариса Лукша: 

«Было очень страшно, они всех выгоняли из убежищ. Если кто-то сопротивлялся, его сразу расстреливали. Чтобы немцы нас не изнасиловали, мама измазала нам лица сажей, надела какие-то лохмотья. Мы ушли и недалеко от хутора Вертячего вырыли землянку».
Жителей захваченных частей города гитлеровцы отправляли в лагерь под городом Белая Калитва в Ростовской области.
Вспоминает Раиса Каверзина: 

«Пришли немцы. Рано утром двое с автоматами зашли в блиндаж и стали искать мужчин. Все перерыли, стали бить прикладами матерей. Орут на ломаном языке: „Где партизаны?“. Потом погнали из города пешком. Мы видели много повешенных людей, все раздеты (только в белье), кто они — не знаю, наверное, партизаны. В птичниках было очень холодно. Брат простыл и через несколько дней умер. Потом нас поселили в одну сельскую семью».
Советские войска вернулись в Ельшанку 25 января 1943 года. Солдаты 57-й армии и 64-й армии ворвались со стороны Купоросного и открыли уличные бои.
Замёрзшие, страдающие в окружении от голода и отсутствия лекарств гитлеровцы сдали позиции в тот же день. А 26 января Красная армия использовала Ельшанку в качестве плацдарма при успешном штурме элеватора — от Ельшанского оврага до него всего 200 м. Об освобождении посёлка страна узнала из сводки Советского информбюро
Уже 2 февраля через Ельшанку прошёл первый мирный эшелон, с углём для южных пригородов Царицына. Движение трамвая восстановили позже, 6 ноября 1944 года. Одним из немногих уцелевших в Ельшанке зданий была кирпичная четырёхэтажка на Туркменской 17 (теперь Межшкольный учебный комбинат). В июне 1943 года она была переоборудована под госпиталь № 2120 для приёма раненых с передовой.

### Многоквартирное строительство. 1945—1991
Масштабная послевоенная реконструкция Сталинграда не затронула Ельшанку. В отличие от посёлка имени Петрова и района СХИ, получивших сталинские здания, здесь восстановили «частный сектор». Деревенского вида дворы с домами, где единственным удобством было электричество, занимали почти весь микрорайон. Они и сейчас сохранились на дальнем конце Ельшанского оврага.
Замедленное развитие имело две положительные стороны. Во-первых, Ельшанка осталась одним из немногих районов c выходом на Волгу. Берег реки закрыт промзонами к северу от Ельшанки до Царицы и к югу на протяжении 6 км. Во-вторых, Ельшанка избежала вредных производств. Единственным промпредприятием кроме лесозавода стала Макаронная фабрика (ныне — компания «Макарна»), открывшаяся в 1946 году на перекрёстке улиц Армянской и Жердева.
За фабрикой в 1948 году возвели временное здание школы № 93. По её прежнему адресу на Туркменской, 17 расположился Сельскохозяйственный институт (до 1957 года).
Центром притяжения молодёжи в летние месяцы была открытая летняя киноплощадка на Армянской, в конце нынешнего сквера за троллейбусным кольцом.
Троллейбусный маршрут № 2, от вокзала Волгоград-1, появился в Ельшанке в 1965 году. Его кольцо сначала находилось на 200 м южнее, на месте жилого дома по Туркменской, 19. Троллейбус оказался сравнительно быстрым транспортом (15 минут до центра), и дублирующий его трамвайный маршрут, действовавший с 1931 года, в 1968 году был демонтирован.
Во второй половине 1960-х началась комплексная застройка района. «Хрущевки» появились в зоне между Туркменской и улицей Льва Толстого. На рубеже 1960—1970-х девятиэтажки выросли у Ельшанского оврага, кроме ближних к Волге кварталов — их не трогали после оползней 1969 года. Участок улицы Тулака от Волги до Туркменской был застроен многоквартирными домами в конце 1970-х и начале 1980-х. Там открылось новое здание школы № 93 на 1 500 учеников (1978 год) и появились первые в Ельшанке 16-этажки.
В 1975 году, когда из состава Ворошиловского района Волгограда был выделен Советский, Ельшанка оказалась на его территории, хотя с точки зрения транспорта и инфраструктуры была теснее связана с Ворошиловским. От остального Советского района Ельшанку отделяют два подряд железнодорожных переезда, у которых ежедневно собираются пробки.
В городе, успевшем растянуться на десятки км вдоль Волги, Ельшанка стала маленьким, почти центральным районом-тупиком. Главная магистраль Волгограда на границе Ельшанского оврага превращалась в местную дорогу, а транзитная 2-я Продольная прошла в обход.
Наслаждаясь относительной тишиной и волжскими пейзажами, ельшанцы страдали (и продолжают это делать) от неразвитой социальной инфраструктуры. В микрорайоне отсутствуют библиотеки, места проведения массовых зрелищ, спортивные сооружения, и не было даже благоустроенного места для прогулок, пока в начале 1980-х безымянный сквер у троллейбусного кольца не обеспечили скамейками и фонарями, а на Ельшанской набережной не заасфальтировали дорожки.
Генеральный план развития Волгограда 1984 года предусматривал создание парка с развлечениями в пойме реки Ельшанки, но в Волгограде планы порой исполняются с опозданием на десятилетия, как это было со станцией подземного трамвая «Ельшанка», также спроектированной в начале 1980-х.

### После 1991 года
В микрорайоне действует Клиническая стоматологическая поликлиника № 10, открыты филиалы поликлиники клинической больницы № 7 и детской клинической поликлиники № 31, женская консультация клинической больницы № 7 и Волгоградский флебологический центр профессора Сергея Ларина.
На пересечении Ярославской улицы и Ельшанского оврага Русская православная церковь открыла в 1999 году приход и выстроила храм Богоявления Господня.
Деревообрабатывающий завод имени Куйбышева, приватизированный в 1993 году, не преуспел в качестве частного предприятия. В 1990-х завод погряз в многомиллионных долгах, месяцами не выплачивал зарплаты и, наконец, был закрыт как банкрот в 2006-м.
Являясь на протяжении 136 лет районом возле лесозавода, Ельшанка никогда не была рабочим посёлком в узком смысле. Завод имени Куйбышева нанимал на работу лишь малую часть местных жителей, практически не имел крупных социальных объектов, так что его ликвидация не ухудшила жизнь района в целом.
Положительным последствием банкротства стало освобождение участка земли на берегу Волги площадью 80 гектаров, на котором началось возведение нового жилого района и общественно-деловой зоны.
В декабре 2011 года на ближнем склоне Ельшанского оврага была открыта станция подземного трамвая «Ельшанка» — на данный момент конечная на южном направлении. Возле её вестибюля проектируется новая железнодорожная платформа, принимающая электрички из южных районов Волгограда.

## Перспективы развития
На территории Ельшанки начаты или запланированы несколько крупных жилищных и инфраструктурных проектов, которые могут продолжить трансформацию микрорайона из «тихого уголка» в одно из густонаселённых мест города.
В 2009 году было объявлено о возведении в пойме реки Ельшанка комплекса «Ельшанская ривьера»: 

«В проекте предусмотрено строительство современного жилья повышенной комфортности и домов премиум-класса на месте частного сектора, строительство социальных объектов (школ, поликлиники, открытых площадок для игровых видов спорта, ледовой арены, организация мест семейного отдыха). Площадь спортивных сооружений составит около 5 га, водно-спортивный комплекс расположится на 1,8 га».— Прогноз социально-экономического развития Волгограда на 2011 год и плановый период 2012–2013 годов
Частные застройщики говорили о включении в состав комплекса жилых 25-этажек, пятизвёздочного отеля, пешеходной зоны, аквапарка и даже канатной дороги. Независимые специалисты высказывали сомнения в реальности проекта.
На ближнем склоне Ельшанского оврага началось возведение жилого комплекса «Доминант» из трёх 24-этажных зданий. Застройщики планируют завершить строительство в 2013 году.
Площадь бывшего завода имени Куйбышева объявлена одним из "крупных районов массового жилищного строительства национального проекта «Доступное жилье».
Территория Ельшанки включена в два важных для города транспортных проекта. Шансы на реализацию одного из них — «Нулевой продольной магистрали» вдоль берега Волги — эксперты оценивают невысоко. Второй проект, подземный тоннель под железнодорожными путями от Ельшанского оврага к улице Электролесовской, должен избавить Ельшанку как от пробок на железнодорожных переездах, так и от транзитных автомобильных потоков. Рытьё тоннеля началось в 2005 году, стройка периодически останавливалась из-за недостатка финансирования, тоннель был сдан в эксплуатацию 19 ноября 2015 года.

## Планировка
Микрорайон включает в себя центральную часть Ельшанки (почти квадрат со стороной около 1 км от Волги до полотна железной дороги и 800—900 м от оврага до бывшего лесозавода), с севера к ней примыкает Ельшанский овраг шириной 200—300 м, к югу территория завода уходит вдоль Волги на 1200—1400 м. Иногда к Нижней Ельшанке относят также кварталы «частного сектора» у оврага за железной дорогой вплоть до 2-й Продольной магистрали (они же — Средняя Ельшанка).
Центральная часть Нижней Ельшанки по степени удаления от Волги состоит из трёх зон. Полосу берега шириной в 200 м от воды до крутого высокого подъёма называют Ельшанской набережной. Далее идут жилые кварталы от набережной до улицы Туркменской, считающиеся лучшими для проживания — здесь построены почти все многоэтажные дома, находится школа и детский сад. Кварталы выше улицы Туркменской имеют неудобное соседство с железной дорогой и транзитной улицей Льва Толстого.
Ельшанка имеет один въезд со стороны центра города. Над Ельшанским оврагом дорога делится на два автомобильно-пешеходных моста, один из которых («новый») является началом улицы Льва Толстого, второй («старый») направлен вглубь микрорайона. Обе дороги приводят к улице Тулака с железнодорожным переездом, который служит единственным путём из Ельшанки в южную часть Волгограда.
Улица Туркменская с начала XX века была центральной, по ней с 1931 по 1968 годы ходил трамвай, а с 1965 года ходит троллейбус. Туркменская ранее упиралась в главные ворота Завода имени Куйбышева, а теперь продолжена на его территории. Название улицы не имеет отношения к туркменам и Туркменистану, а связано с местной традицией: в Ельшанке существуют улицы Аджарская, Армянская, Киргизская, Осетинская, а в соседних районах — Абхазская, Адыгейская, Азербайджанская, Белорусская, Дагестанская, Кабардинская, Казахская и даже Китайская. Именем Тулака раньше называлась другая, уже не существующая улица, а нынешняя до конца 1970-х называлась Черногорской.
В жилой части района отсутствуют пешеходно-торговые улицы, зонами прогулок служат Ельшанская набережная и сквер у троллейбусного кольца, официально — «площадь Куйбышева», единственная в Ельшанке.
В географическом центре микрорайона расположена Макаронная фабрика. Её планируют вынести за пределы Ельшанки, но власти пока не объявили, как собираются использовать освобождённую территорию.

## Население
Динамика численности населения по годам:
| 1860 | 1882 | 1912 |
| ---- | ---- | ---- |
| 195  | 793  | 1137 |

## Транспорт
Ельшанка связана с центром Волгограда всеми основными видами городского транспорта.
Станция подземного трамвая «Ельшанка» является конечной на маршруте до Тракторного завод в Тракторозаводском районе и после открытия рядом с ней новой железнодорожной платформы будет удобна для пересадки с электропоезда или маршрутных такси при движении из южных окраин в северную часть Волгограда и обратно. Однако жителям удалённых от Ельшанского оврага улиц приходится на пути к станции преодолевать до полутора км.
Ельшанка является крайней южной точкой города, куда можно добраться на троллейбусе из центра. От кольца на Туркменской начинаются маршруты № 9 до Нижнего посёлка (проходит через 5 из 8 районов города) и № 15а до Больничного комплекса. Они являются самыми продолжительными маршрутами Волгограда.
Кольцо автобуса № 60э до дач на западной окраине Советского района также находится в Ельшанке.
Через район проезжают многочисленные маршрутные такси во все районы города. От улицы Тулака маршрутка № 160 и № 246 отправляются в соседний город Волжский, № 110 — в райцентр Городище..

## Социальная сфера
Появление новых высотных домов может обострить проблему дефицита мест в единственном детском саду Ельшанки, и без того признанном одним из самых перегруженных в Волгограде. Открытие нового детского сада и школы является частью проекта «Ельшанская ривьера».

## Достопримечательности
Первоклассных объектов интереса на территории Ельшанки нет. Существуют несколько старых зданий, охраняемых государством.
Три из них находятся на бывшей территории завода имени Куйбышева и построены в начале XX века: заводоуправление, котельная и цех.
С этого же периода сохранились главное здание, 2 служебных сооружения и складская постройка на железнодорожной станции Ельшанка, а также жилые дома при станции: № 1, 2, 2а, 3, 4, 5, 6, 7, 8, 9.
В частном секторе на улице Тверской стоит старейшее здание микрорайона — жилой дом конца XIX века.
Около жилого дома №7 по улице Тулака находится памятник Валериану Куйбышеву